# James Farmer (Bürgerrechtler)

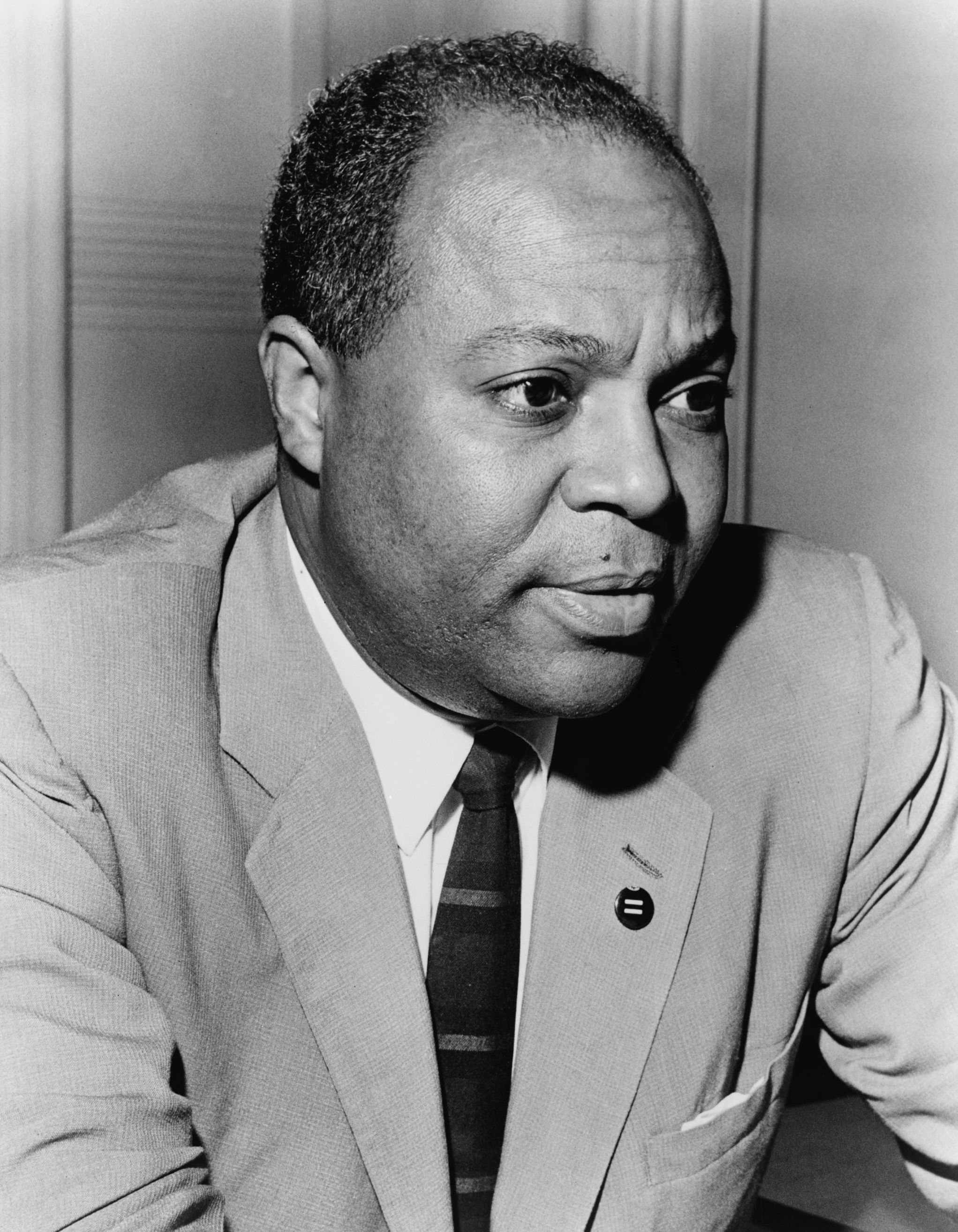
James Farmer (1963)

James Leonard Farmer, Jr. (* 12. Januar 1920 in Marshall; † 9. Juli 1999 in Fredericksburg) war ein US-amerikanischer Bürgerrechtler. Er war 1961 bis 1966 der Vorsitzende des Congress of Racial Equality.

## Leben
Farmer war der Sohn des Methodistenpredigers und Theologieprofessors James Leonard Farmer und dessen Frau Pearl Marion Houston Farmer. Farmer musste in seiner Kindheit mehrfach umziehen und wuchs in Holly Springs, Austin und Atlanta auf. Mit 14 begann er sein Studium am Wiley College, wo er sich unter der Leitung Melvin B. Tolsons im Debattierclub hervortat. Nachdem er 1938 einen Bachelor of Science in Chemie erhalten hatte, setzte er sein Studium an der Theologischen Fakultät der Howard University fort. Dort wurde er von seinem Professor Howard Thurman an Mahatma Gandhis Idee eines gewaltlosen politischen Kampfes herangeführt, die einen großen Einfluss auf die amerikanische Bürgerrechtsbewegung ausüben sollte. 1941 erhielt er einen Bachelor of Divinity, weigerte sich jedoch, Prediger in der nunmehr nach Rassen getrennte Methodistischen Kirche zu werden. Farmer heiratete 1946 Dolores Winifred Inez Christie; sie schieden sich bereits ein Jahr später. 1949 heiratete er die Schauspielerin Lula A. Peterson.
Nach seinem Studium zog Farmer nach Chicago, um dort als Sekretär für Rassenbeziehungen für das pazifistische Fellowship of Reconciliation zu arbeiten. Er hatte sich jedoch bereits entschieden, sein Leben der Bürgerrechtsbewegung zu widmen. Ihr Ziel war die Gleichberechtigung der Afroamerikaner, die durch die rassistischen Jim-Crow-Gesetze ausgegrenzt wurden. Dazu gründete er 1942 mit gleichgesinnten Aktivisten den Congress of Racial Equality (CORE), der ohne Gewalt für die Rechte der afroamerikanischen Minderheit eintreten sollte. Bald wurden sie zu Pionieren des friedlichen Widerstands: Im Jack Spratt Coffee House führten sie angelehnt an die Methoden der Gewerkschaft der United Auto Workers den vermutlich ersten Sit-in der Bürgerrechtsbewegung durch, um dagegen zu protestieren, dass das Kaffeehaus keine Schwarze bediente. Sitzstreike sollten zu einer der wichtigsten Mittel der Bürgerrechtler werden. Weiterhin arbeitete er für einige Gewerkschaften. 1959 bis 1961 war er Programmdirektor für die National Association for the Advancement of Colored People (NAACP).

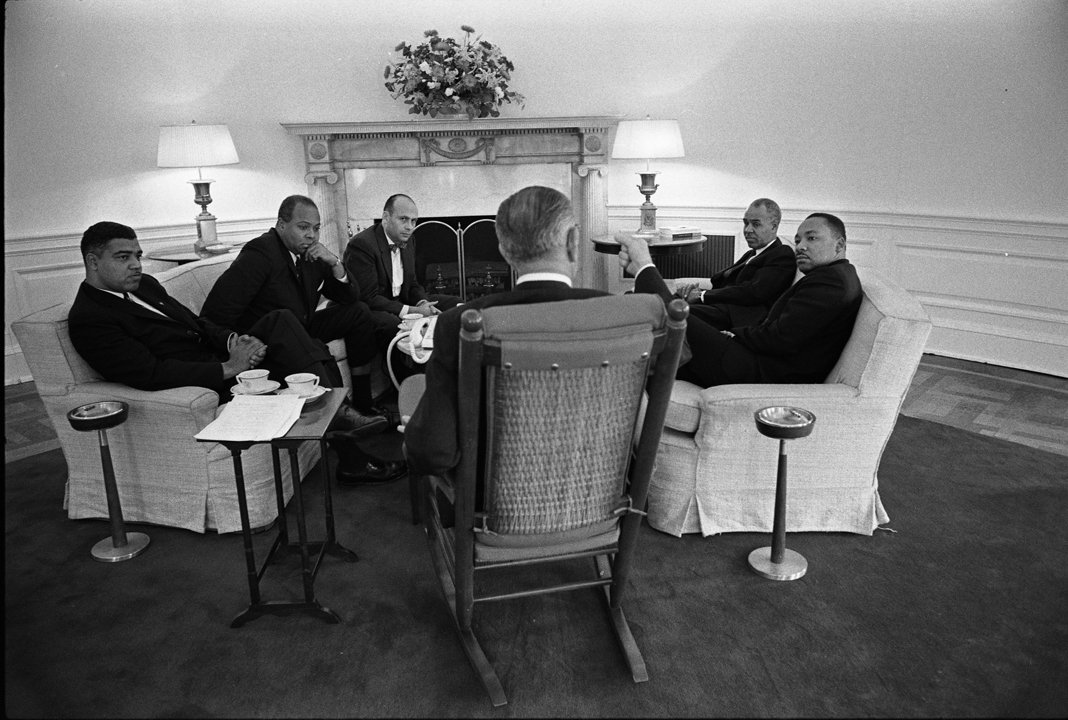
Präsident Lyndon B. Johnson trifft Anführer der Bürgerrechtsbewegung im Weißen Haus (v. l. n. r.: Whitney Young, James Farmer, Lee C. White, Lyndon B. Johnson, Roy Wilkins, Martin Luther King)

1961, als die Bürgerrechtsbewegung ihre Hochphase erreicht hatte, wurde Farmer zum Vorsitzenden von CORE ernannt. In den folgenden Jahren galt er neben Whitney Young, Roy Wilkins und Martin Luther King als einer der „Großen Vier“, den Anführern der Bürgerrechtsbewegung. Er führte eine Reihe an Protesten an, die das Land auf das Problem der Rassentrennung aufmerksam machen sollten. Bekannt wurden vor allem die Freedom Rides in die Südstaaten, die das Verbot der Rassentrennung in öffentlichen Verkehrsmitteln, Gaststätten und Wartesälen prüfen sollten. Die Antwort der Befürworter der Rassentrennung auf die friedlichen Proteste war Gewalt: Die Freedom Rides wurden mehrfach angegriffen; 1964 wurden drei Mitglieder von CORE ermordet. Farmer selbst erhielt mehrere Morddrohungen und wurde mehrfach verhaftet. Eine dieser Haftstrafen verhinderte 1963 seine Teilnahme am Marsch auf Washington für Arbeit und Freiheit, an dessen Organisation er beteiligt gewesen war. Famers Status als einer der Anführer der Bürgerrechtsbewegung öffnete ihm auch die Türen des Weißen Hauses, wo er mit dem damaligen Vizepräsidenten Lyndon B. Johnson das Konzept der Affirmative Action ausarbeitete. 1965 tourte Farmer im Auftrag der American Negro Leadership Conference on Africa durch Afrika, um Kontakte zwischen der amerikanischen Bürgerrechtsbewegung und afrikanischen Befreiungsbewegungen zu knüpfen.
Farmer trat 1966 wegen Meinungsverschiedenheiten mit der Black-Power-Bewegung vom Vorsitz von CORE zurück und nahm Lehrposten an der Lincoln University und der New York University an. Bei den Wahlen zum Repräsentantenhaus 1968 kandidierte er mit Unterstützung der Liberal Party of New York und der Republikanischen Partei, unterlag jedoch der Demokratin Shirley Chisholm. 1969 wurde er assistant secretary im Gesundheits-, Bildungs- und Wohlfahrtsministerium unter Johnsons Nachfolger Richard Nixon, trat allerdings aus Protest gegen den Vietnamkrieg und Nixons Umgang mit Bürgerrechten nach bereits einem Jahr wieder zurück. 1977 bis 1982 war Farmer der Exekutivdirektor der Coalition of American Public Employees. Farmer war von 1985 bis 1998 Geschichtsprofessor am Mary Washington College. 1998 erhielt er vom Präsidenten Bill Clinton die Presidential Medal of Freedom.
Farmer litt in seinen letzten Jahren an einer Diabetes. Er verlor sowohl sein Augenlicht als auch seine Beine an die Krankheit. 1999 starb er in Folge eines Herzinfarkts. Er war der Letzte der Großen Vier, der noch lebte.

## Werke
- Freedom – When? (1965)
- Lay Bare the Heart: An Autobiography of the Civil Rights Movement Arbor House, New York 1985